# 군의 작용

군론에서 군의 작용(群의作用, 영어: group action)은 어떤 군으로부터, 어떤 집합의 대칭군으로 가는 군 준동형이다. 대략, 어떤 공간 위에 대칭군의 원소가 정의하는 대칭 변환의 개념을 추상화한 것이다.

## 정의
모노이드 {\displaystyle M}의, 집합 {\displaystyle X} 위의 왼쪽 작용(영어: left action of {\displaystyle M} on {\displaystyle X})은 여러 가지로 정의할 수 있다. 가장 기초적으로 모노이드 작용은 특정한 함수 {\displaystyle M\times X\to X}로 정의할 수 있으며, 또 특정한 모노이드 준동형으로, 또는 함자로도 생각할 수 있다. 모노이드 {\displaystyle M}의 작용을 갖춘 집합을 {\displaystyle M}-집합(영어: {\displaystyle M}-set)이라고 한다. 두 {\displaystyle M}-집합 사이의 함수 가운데, 작용과 호환되는 것을 등변 함수(等變函數, 영어: equivariant function)라고 한다. {\displaystyle M}-집합을 대상으로 하고, 등변 함수를 사상으로 하는 범주가 존재하며, 이를 {\displaystyle M{\text{-Set}}} 또는 {\displaystyle \operatorname {Set} ^{M}}으로 쓴다.
모든 군은 모노이드를 이루며, 군의 작용(영어: group action)은 모노이드로서의 작용과 같다. (마찬가지로, 반군의 작용을 정의할 수 있다. 그러나 군과 모노이드 사이의 관계와 달리, 모노이드 {\displaystyle M}의 반군 작용 가운데, 모노이드 작용이 아닌 것이 존재할 수 있다. 즉, 모노이드의 반군 작용에서는 항등원이 항등 함수가 아니게 작용할 수 있다.)

### 함수를 통한 정의
모노이드 {\displaystyle M}의, 집합 {\displaystyle X} 위의 왼쪽 작용(영어: left action of {\displaystyle M} on {\displaystyle X})은 다음 조건들을 만족시키는 함수 {\displaystyle \cdot \colon M\times X\to X}이다.
- (모노이드 항등원은 항등 함수) 임의의 {\displaystyle x\in X}에 대하여, {\displaystyle 1_{M}\cdot x=x}. 여기서 {\displaystyle 1_{M}\in M}은 {\displaystyle M}의 항등원이다.
- (모노이드 연산은 함수의 합성) 임의의 {\displaystyle m,n\in M} 및 {\displaystyle x\in X}에 대하여, {\displaystyle (mn)\cdot x=m\cdot (n\cdot x)}

모노이드 {\displaystyle M}의, 집합 {\displaystyle X} 위의 오른쪽 작용(영어: right action of {\displaystyle M} on {\displaystyle X})은 다음 조건들을 만족시키는 함수 {\displaystyle \cdot \colon X\times M\to X}이다.
- (모노이드 항등원은 항등 함수) 임의의 {\displaystyle x\in X}에 대하여, {\displaystyle x\cdot 1_{M}=x}. 여기서 {\displaystyle 1_{M}\in M}은 {\displaystyle M}의 항등원이다.
- (모노이드 연산은 함수의 합성) 임의의 {\displaystyle m,n\in M} 및 {\displaystyle x\in X}에 대하여, {\displaystyle x\cdot (mn)=(x\cdot m)\cdot n}

모노이드 {\displaystyle M}의 작용을 갖춘 두 집합 {\displaystyle X}, {\displaystyle Y}이 주어졌다고 하자. 그 사이의 등변 함수 {\displaystyle f\colon X\to Y}는 다음 조건을 만족시키는 함수이다.
{\displaystyle \forall x\in X,m\in M\colon m\cdot f(x)=f(m\cdot x)}
여기서 좌변은 {\displaystyle Y} 위의 작용이고, 우변은 {\displaystyle X} 위의 작용이다. 즉, 다음 그림이 가환하여야 한다.
{\displaystyle {\begin{matrix}M\times X&\to &X\\{\scriptstyle M\times f}\downarrow &&\downarrow \scriptstyle f\\M\times Y&\to &Y\end{matrix}}}

### 준동형을 통한 정의
추상적으로, 모노이드 {\displaystyle M}의, 집합 {\displaystyle X} 위의 왼쪽 작용은 {\displaystyle M}에서 {\displaystyle X} 위의 자기 함수들의 모노이드 {\displaystyle \operatorname {End} X}로 가는 모노이드 준동형
{\displaystyle \phi \colon M\to \operatorname {End} X}
이며, {\displaystyle M}의 {\displaystyle X} 위의 오른쪽 작용은 반대 모노이드 {\displaystyle M^{\operatorname {op} }}에서 {\displaystyle \operatorname {End} X}로 가는 모노이드 준동형
{\displaystyle M^{\operatorname {op} }\to \operatorname {End} X}
이다. 만약 {\displaystyle G}가 군일 경우, 왼쪽 작용은 {\displaystyle X}의 대칭군 (=자기 동형군) {\displaystyle \operatorname {Sym} X}으로 가는 군 준동형
{\displaystyle G\to \operatorname {Sym} X}
을 이루며, 오른쪽 작용은 반대군에서의 군 준동형
{\displaystyle G^{\operatorname {op} }\to \operatorname {Sym} X}
을 이룬다.
모노이드 {\displaystyle M}의 작용을 갖춘 두 집합
{\displaystyle \phi _{X}\colon M\to \operatorname {End} X}
{\displaystyle \phi _{Y}\colon M\to \operatorname {End} Y}
이 주어졌다고 하자. 그 사이의 등변 함수 {\displaystyle f\colon X\to Y}는 다음 그림을 가환하게 만드는 함수 {\displaystyle f\colon X\to Y}이다.
{\displaystyle {\begin{matrix}M&{\xrightarrow {\phi _{X}}}&\operatorname {End} X\\{\scriptstyle \phi _{Y}}\downarrow &&\downarrow \scriptstyle f\circ \\\operatorname {End} Y&{\xrightarrow[{\circ f}]{}}&\hom(X,Y)\end{matrix}}}

### 범주론적 정의
범주론적으로, {\displaystyle M}의 작용은 {\displaystyle M}을 하나의 대상을 갖는 작은 범주로 간주하였을 때, 함자
{\displaystyle F\colon M\to \operatorname {Set} }
와 동치이다. 이 경우, {\displaystyle M}이 작용하는 집합은 범주 {\displaystyle M}의 유일한 대상 {\displaystyle \bullet _{M}}의 {\displaystyle F}에 대한 상 {\displaystyle F(\bullet _{M})\in \operatorname {Set} }이며, {\displaystyle m\in M}의 작용은 {\displaystyle F}에 대한 상 {\displaystyle F(m)\colon F(\bullet _{M})\to F(\bullet _{M})}이다.
두 {\displaystyle M}-집합
{\displaystyle F\colon M\to \operatorname {Set} }
{\displaystyle G\colon M\to \operatorname {Set} }
사이의 등변 함수 {\displaystyle F\Rightarrow G}는 두 함자 사이의 자연 변환과 동치이다. 구체적으로, 자연 변환 {\displaystyle \eta \colon F\Rightarrow G}에 대응하는 등변 함수는 {\displaystyle \eta }의 성분
{\displaystyle \eta _{\bullet _{M}}\colon F(\bullet _{M})\to G(\bullet _{M})}
이다.
따라서, {\displaystyle M}-집합의 범주 {\displaystyle \operatorname {Set} ^{M}}은 사실 (작은 범주로 간주한) {\displaystyle M}에서 {\displaystyle \operatorname {Set} }로 가는 함자 범주와 동치이다.

### 궤도와 안정자군
군 {\displaystyle G}가 집합 {\displaystyle X}에 (왼쪽에서) 작용한다고 하자. {\displaystyle x\in X}의 궤도(軌道, 영어: orbit) {\displaystyle G\cdot x}는 다음과 같다.
{\displaystyle G\cdot x=\{g\cdot x\colon g\in G\}}
궤도는 {\displaystyle G} 위의 동치 관계
{\displaystyle x\sim y\iff \exists g\in G\colon g\cdot x=y}
의 동치류와 같으며, {\displaystyle X}는 궤도들로 분할된다.
임의의 {\displaystyle x\in X}의 안정자군(安定子群, 영어: stabilizer subgroup) {\displaystyle G_{x}}는 다음과 같다.
{\displaystyle G_{x}=\{g\in G\colon g\cdot x=x\}}
즉, 안정자군 {\displaystyle G_{x}}는 {\displaystyle G}의 원소 중 {\displaystyle x}를 고정점으로 가지는 모든 원소들의 집합이다.

### 작용 준군
모노이드 {\displaystyle M}이 집합 {\displaystyle X} 위에 (왼쪽에서) 작용한다고 하자. 그렇다면, 다음과 같은 작은 범주 {\displaystyle {\mathcal {C}}}를 정의할 수 있다.
- {\displaystyle {\mathcal {C}}}의 대상은 {\displaystyle X}의 원소이다.
- {\displaystyle x,y\in X}에 대하여, {\displaystyle \hom _{\mathcal {C}}(x,y)=\{m\in M\colon mx=y\}}이다.
- {\displaystyle x\in X} 위의 항등 사상은 {\displaystyle 1_{M}\in \hom _{\mathcal {C}}(x,x)}이다.

이를 작용 범주(作用範疇, 영어: action category, translation category)라고 한다.:315, 3.3.1 만약 {\displaystyle M}이 군이라면, {\displaystyle X} 위의 작용 범주는 준군을 이룬다. 이를 작용 준군(作用準群, 영어: action groupoid, translation groupoid)이라고 한다.
작용 범주는 모노이드 작용의 모든 정보를 담고 있다. 즉, 작용 범주를 알면 모노이드 작용을 재구성할 수 있다.

## 성질
군의 왼쪽 작용 {\displaystyle \cdot \colon G\times X\to X}이 주어졌을 때,
- {\displaystyle g\in G}에 대하여 {\displaystyle g\cdot \colon X\to X}는 전단사 함수이다.
- (역원은 역함수) {\displaystyle g\in G}에 대하여 {\displaystyle g^{-1}\cdot =(g\cdot )^{-1}}이다. 여기서 {\displaystyle (g\cdot )^{-1}}는 전단사 함수의 역함수이다.

### 왼쪽 작용과 오른쪽 작용의 관계
임의의 모노이드 {\displaystyle M}에 대하여, 왼쪽 {\displaystyle M}-작용은 오른쪽 {\displaystyle M^{\operatorname {op} }}-작용과 같다. 여기서 {\displaystyle M^{\operatorname {op} }}은 {\displaystyle M}의 반대 모노이드이다. 특히, 가환 모노이드는 스스로의 반대 모노이드와 표준적으로 동형이므로, 가환 모노이드의 경우 왼쪽 작용과 오른쪽 작용을 구별할 필요가 없다.
모든 군 {\displaystyle G}는 그 반대군과 역원 함수를 통해 표준적으로 동형이다. 즉, 군의 동형
{\displaystyle {}^{-1}\colon G\to G^{\operatorname {op} }}
이 존재한다. 따라서, 이를 사용하여 임의의 오른쪽 {\displaystyle G}-작용을 왼쪽 {\displaystyle G}-작용으로 쓸 수 있다. 임의의 오른쪽 {\displaystyle G}-작용 {\displaystyle r\colon X\times G\to X}에 대하여,
{\displaystyle \ell \colon G\times X\to X}
{\displaystyle \ell (g,x)=r(x,g^{-1})}
로 정의한다면, {\displaystyle \ell }은 왼쪽 {\displaystyle G}-작용을 이룬다. 마찬가지로 왼쪽 {\displaystyle G}-작용 {\displaystyle \ell \colon G\times X\to X}가 주어졌을 때
{\displaystyle r\colon X\times G\to X}
{\displaystyle r(x,g)=\ell (g^{-1},x)}
는 오른쪽 {\displaystyle G}-작용을 이룬다. 따라서, 군의 왼쪽 작용의 개념과 오른쪽 작용의 개념은 서로 동치이며, 필요에 따라 서로 변환할 수 있다. (그러나 이는 모노이드 작용에 대하여 성립하지 않는다.)

### 궤도-안정자군 정리
안정자군 {\displaystyle G_{x}}는 G의 부분군이므로 그 왼쪽 잉여류를 생각할 수 있다. 궤도-안정자군 정리(軌道-安定子群定理, 영어: orbit–stabilizer theorem)에 따르면, 다음 두 명제가 성립한다.
- {\displaystyle G\cdot x}의 원소 {\displaystyle g\cdot x}를 왼쪽 잉여류 {\displaystyle gG_{x}}로 보내는 함수는 잘 정의된다. 즉, 임의의 {\displaystyle g,h\in G}에 대하여, {\displaystyle g\cdot x=h\cdot x}라면 {\displaystyle gG_{x}=hG_{x}}이다.
- 이 함수는 전단사 함수이다. 즉, 임의의 {\displaystyle g,h\in G}에 대하여, {\displaystyle gG_{x}=hG_{x}}라면 {\displaystyle g\cdot x=h\cdot x}이다.

특히, 만약 {\displaystyle G}가 유한군이면, 라그랑주 정리에 의해 다음이 성립한다.
{\displaystyle |G\cdot x|=[G:G_{x}]=|G|/|G_{x}|}

### 보편대수학적 성질
모노이드 {\displaystyle M}에 대하여, {\displaystyle M}-집합은 {\displaystyle M}의 각 원소 {\displaystyle m\in M}에 대하여 1항 연산 {\displaystyle m\cdot }을 가지며, 대수적 관계
{\displaystyle 1\cdot x=x\qquad \forall x\in X}
{\displaystyle m\cdot (n\cdot x)=(mn)\cdot x\qquad \forall x\in X}
를 만족시키는 대수 구조이다. 이 관계들은 모두 대수적이므로, {\displaystyle M}-집합들은 대수 구조 다양체를 이룬다.
집합 {\displaystyle X} 위의 자유 {\displaystyle M}-집합은 곱집합 {\displaystyle M\times X}이며, 그 위의 작용은
{\displaystyle m\cdot (n,x)=(mn,x)}
이다.

### 범주론적 성질
모노이드 {\displaystyle M}에 대하여, {\displaystyle M}-집합의 범주 {\displaystyle \operatorname {Set} ^{M}}은 (작은 범주에서 집합의 범주로 가는 함자 범주이므로) 그로텐디크 토포스를 이룬다. 특히, 이는 완비 범주이자 쌍대 완비 범주이며 데카르트 닫힌 범주이다.
{\displaystyle \operatorname {Set} ^{M}}의 시작 대상은 (유일한 작용을 갖춘) 공집합이다.
{\displaystyle \operatorname {Set} ^{M}}의 끝 대상은 (유일한 작용을 갖춘) 한원소 집합이다. {\displaystyle \operatorname {Set} ^{M}}의 {\displaystyle \operatorname {Set} ^{M}}의 부분 대상 분류자 {\displaystyle R_{M}}은 {\displaystyle M} 위의 오른쪽 모노이드 아이디얼들의 집합
{\displaystyle R_{M}=\{I\subseteq M\colon IM\subseteq I\}}
이다. 이 위의 {\displaystyle M}의 (왼쪽) 작용은 다음과 같다.
{\displaystyle M\times R_{M}\to R_{M}}
{\displaystyle (m,I)\mapsto mI}
망각 함자
{\displaystyle U\colon \operatorname {Set} ^{M}\to \operatorname {Set} }
가 존재한다. 이는 왼쪽 수반 함자 {\displaystyle F}와 오른쪽 수반 함자 {\displaystyle G}를 갖는다.
{\displaystyle F\dashv U\dashv G}
왼쪽 수반 함자 {\displaystyle F}는 자유 대수 함자이다. 즉, 집합 {\displaystyle X}를 {\displaystyle M\times X}로 대응시킨다. 오른쪽 수반 함자 {\displaystyle G}는 집합 {\displaystyle X}를 함수들의 집합 {\displaystyle X^{M}}으로 대응시킨다. {\displaystyle M}의 {\displaystyle X^{M}} 위의 작용은 다음과 같다.
{\displaystyle (m\cdot f)(n)=f(mn)}

## 종류
군 {\displaystyle G}가 집합 {\displaystyle X} 위에 왼쪽에서 작용한다고 하자. 그렇다면 다음과 같은 작용의 성질들을 정의할 수 있다.

### 추이적 작용
군의 작용이 다음 조건을 만족시키면, 이를 n-추이적 작용(n-推移的作用, 영어: n-transitive action)이라 한다.
- 임의의 서로 다른 원소들 {\displaystyle x_{1},\dots ,x_{n}\in X} 및 임의의 서로 다른 원소들 {\displaystyle y_{1},\dots ,y_{n}\in X}에 대하여, {\displaystyle g\cdot x_{k}=y_{k}} ({\displaystyle \forall k\in \{1,\dots ,n\}})인 {\displaystyle g\in G}가 존재한다.

만약 여기서 이러한 {\displaystyle g}가 유일하다면, 이를 n-정추이적 작용(n-正推移的作用, 영어: sharply n-transitive action)이라 한다. 즉, 군의 작용이 다음 조건을 만족시키면, 이를 n-정추이적 작용이라고 한다.
- 임의의 서로 다른 원소들 {\displaystyle x_{1},\dots ,x_{n}\in X} 및 임의의 서로 다른 원소들 {\displaystyle y_{1},\dots ,y_{n}\in X}에 대하여, {\displaystyle g\cdot x_{k}=y_{k}} ({\displaystyle \forall k\in \{1,\dots ,n\}})인 유일한 {\displaystyle g\in G}가 존재한다.

1-추이적 작용은 단순히 추이적 작용(推移的作用, 영어: transitive action)이라 한다. 1-정추이적 작용은 단순히 정추이적 작용(正推移的作用, 영어: sharply transitive action) 또는 정칙 작용(正則作用, 영어: regular action)이라고 한다. 이는 자유 추이적 작용과 동치이며, 아벨 군의 작용의 경우 이는 충실한 추이적 작용과 동치이다.

### 충실한 작용과 자유 작용
군의 작용에 대하여 다음 세 조건이 서로 동치이며, 이를 만족시키는 군의 작용을 충실한 작용(忠實-作用, 영어: faithful action) 또는 효과적 작용(效果的作用, 영어: effective action)이라고 한다.
- 임의의 {\displaystyle g,h\in G}에 대하여, 만약 임의의 {\displaystyle x\in X}에 대하여 {\displaystyle g\cdot x=h\cdot x}라면, {\displaystyle g=h}
- 임의의 {\displaystyle g\in G}에 대하여, 만약 임의의 {\displaystyle x\in X}에 대하여 {\displaystyle g\cdot x=x}라면, {\displaystyle g=1_{G}}
- 단사 군 준동형이다.

군의 작용에 대하여 다음 두 조건이 서로 동치이며, 이를 만족시키는 군의 작용을 자유 작용(自由作用, 영어: free action) 또는 반정칙 작용(半正則作用, 영어: semiregular action)이라고 한다.
- 임의의 {\displaystyle g,h\in G}에 대하여, 만약 {\displaystyle g\cdot x=h\cdot x}인 {\displaystyle x\in X}가 존재한다면, {\displaystyle g=h}
- 임의의 {\displaystyle g,h\in G}에 대하여, 만약 {\displaystyle g\cdot x=x}인 {\displaystyle x\in X}가 존재한다면, {\displaystyle g=1_{G}}

## 같이 보기
- 군의 표현
- 가군

## 참고 문헌
1. ↑  Weibel, Charles A. (2013년 5월 18일). 《The K-book: an introduction to algebraic K-theory》. Graduate Studies in Mathematics (영어) 145. American Mathematical Society. ISBN 978-0-8218-9132-2. Zbl 1273.19001.
2. 1 2 3  Ebrahimi, M. Mehdi; Mahmoudi, M. (2001). “The category of M-sets” (PDF). 《Italian Journal of Pure and Applied Mathematics》 (영어) 9: 123-132. ISSN 1126-8042.